# Гидроструйный насос
Гидростру́йный (жидкостру́йный) насос — разновидность струйных насосов, предназначенных для перемешивания струи рабочей (активной) жидкости с потоком подсасываемой (пассивной) среды, возникающего за счёт эффекта Вентури, и последующего совместного их транспортирования, то есть внешняя энергия к гидроструйным насосам подводится рабочей жидкостью. При этом пассивная среда может быть жидкостью, газом или гидросмесью, которая содержит в жидкости твёрдые или газообразные дисперсные примеси.
Для обеспечения работы насоса необходимо, чтобы активная жидкость имела более высокое давление, чем давление пассивной среды. Давление смеси сред после аппарата имеет промежуточное значение между исходными давлениями сред.